# Arcole
Arcole is een gemeente in de Italiaanse provincie Verona (regio Veneto) en telt 5708 inwoners (31-12-2004). De oppervlakte bedraagt 18,8 km², de bevolkingsdichtheid is 304 inwoners per km².
De volgende frazioni maken deel uit van de gemeente: Gazzolo e Volpino.
Om de brug bij het dorp leverde Napoleon Bonaparte de Slag bij de brug van Arcole tegen een Oostenrijks leger. De Napoleontische obelisk herinnert hieraan.

## Demografie
Arcole telt ongeveer 1917 huishoudens. Het aantal inwoners steeg in de periode 1991-2001 met 13,8% volgens cijfers uit de tienjaarlijkse volkstellingen van ISTAT.
| Jaar | Inwoneraantal |
| ---- | ------------- |
| 1991 | 4633          |
| 2001 | 5274          |

## Geografie
De gemeente ligt op ongeveer 27 m boven zeeniveau.
Arcole grenst aan de volgende gemeenten: Belfiore, Lonigo (VI), San Bonifacio, Veronella, Zimella.